# قاضية من الجحيم
قاضية من الجحيم (بالكورية: 지옥에서 온 판사) هو مسلسل تلفزيوني كوري جنوبي، بطولة بارك شين هاي، كيم جاي يونغ. عرض على قناة إس بي إس تي في في 21 سبتمبر الى 2 نوفمبر 2024، بث ايام الجمعة والسبت الساعة 22:00 بتوقيت كوريا الجنوبية. وهو متاح على ديزني+ دولياً.
في 26 مايو 2025 ، أكدت شركة الإنتاج إستوديو إس التابعة لي SBS عن تجديد المسلسل لموسم ثاني.

## ملخص
كانج بيت نا (بارك شين هاي) قاضية من النخبة ذات مظهر جميل، لكنها في الحقيقة شيطانة. مهمتها كشيطانة هي قتل الأشخاص الأشرار الذين يقودون الآخرين إلى حتفهم ولا يفكرون في أفعالهم. في أحد الأيام، تلتقي بهان دا أون (كيم جاي يونج). يتمتع بشخصية ودودة ولطيفة. بصفته محققًا، يتمتع بعقل حاد وحس ملاحظة. لكنه داخليًا يحمل ألمًا في ذهنه لا يعرف عنه أحد. بعد لقاء كانج بيت نا وهان دا أون ببعضهما البعض، تتغير حياتهما بشكل كبير.

## طاقم

### رئيسي
- بارك شين هاي في دور كانغ بيت نا.[4]

شيطان خرجت من الجحيم لتكمل مهمتها في القتل وإرسال من تسببوا في موت الآخرين دون توبة.
- كيم جاي يونج في دور هان دا أون[4]

محقق وحدة جرائم العنف في مركز شرطة نوبونج. إنه لطيف وحاد ويتمتع بمهارات مراقبة ممتازة. على الرغم من أنه طيب القلب، إلا أنه يشعر بألم لا يعرفه أحد.

### داعم
- كيم إن-كوون في دور جو مان-دو[5]

مساعد بت نا. إنه شيطان من الجحيم ومسؤول في محكمة منطقة سيول المركزية.
- كيم هي هوا في دور كيم سو يونغ[6]

زوجة هيونج سيوك وهي قائدة فريق وحدة جرائم العنف في مركز شرطة نوبونج، والتي بدأت حياتها المهنية كضابطة شرطة وترقت إلى منصب المفتش من خلال قدراتها الخاصة.
- لي جونغ أوك بدور جاي هيون[7]

شيطان يدير شركة تنظيف تسمى تنظيف بيونج جانج في عالم البشر.
- تشوي دونغ غو في دور جونغ سيون هو[8]

نجل عضو الجمعية الوطنية.
- كيم سانغ وو بدور فالاك[9]
- كيم آه-يونغ بدور لي أ رونغ.[10]

إنها مليئة بالامتياز والشعور بالاستحقاق، وتشعر بأنها أقل شأنا من بيت نا، التي تتقدم عليها دائما.
- لي كيو هان في دور جونغ تاي جيو[11]

الابن الأكبر لـ جاي-جيول والرئيس التنفيذي لشركة تايوك للإنشاءات. يتمتع بمظهر وسيم وشخصية أنيقة وحسنة الأخلاق، وهو يسعى إلى الكمال ويجب عليه أن يفعل كل ما يضعه في ذهنه.
- هان سانغ جين في دور جو هيونغ سيوك[12]

زوج سو-يونغ والمخبر في مركز شرطة منطقة نوبونغ. على عكس زوجته الصريحة، فهو حنون للغاية وصديق لأطفاله.
- دو إيون ها في دور تشوي وون كيونغ[13]

ضابط في القسم الجنائي الثامن عشر بمحكمة منطقة سيول المركزية. إنها جنية تترك العمل في الوقت المحدد وتختفي الساعة 6 مساءً. وتعيش دون اهتمام كبير بالآخرين.

## المشاهدات
| الموسم | الموسم | رقم الحلقة | رقم الحلقة | رقم الحلقة | رقم الحلقة | رقم الحلقة | رقم الحلقة | رقم الحلقة | رقم الحلقة | رقم الحلقة | رقم الحلقة | رقم الحلقة | رقم الحلقة | رقم الحلقة | رقم الحلقة | المتوسط |
| الموسم | الموسم | 1          | 2          | 3          | 4          | 5          | 6          | 7          | 8          | 9          | 10         | 11         | 12         | 13         | 14         | المتوسط |
| ------ | ------ | ---------- | ---------- | ---------- | ---------- | ---------- | ---------- | ---------- | ---------- | ---------- | ---------- | ---------- | ---------- | ---------- | ---------- | ------- |
|        | 1      | 1.339      | 1.757      | 1.487      | 1.787      | 1.841      | 2.475      | 1.962      | 2.594      | 2.096      | 2.274      | 2.387      | 2.352      | 2.384      | 2.444      | 2.084   |

وفقا لنيلسن، قد سجلت الحلقة 8 أعلى نسبة مشاهدة، 13.6% قرابة 2.6 مليون مشاهد.
| تاريخ | تاريخ البث     | تقييمات نيلسن كوريا | تقييمات نيلسن كوريا |
| تاريخ | تاريخ البث     | على الصعيد الوطني   | سيئول               |
| ----- | -------------- | ------------------- | ------------------- |
| 1     | 21 سبتمبر 2024 | 6.8%                | 7.2%                |
| 2     | 21 سبتمبر 2024 | 9.3%                | 9.8%                |
| 3     | 27 سبتمبر 2024 | 8.0%                | 8.5%                |
| 4     | 28 سبتمبر 2024 | 9.7%                | 9.8%                |
| 5     | 4 اكتوبر 2024  | 9.3%                | 9.2%                |
| 6     | 5 اكتوبر 2024  | 13.1%               | 13.5%               |
| 7     | 11 اكتوبر 2024 | 11.0%               | 11.1%               |
| 8     | 10 اكتوبر 2024 | 13.6%               | 13.7%               |
| 9     | 18 أكتوبر 2024 | 11.5%               | 11.7%               |
| 10    | 19 أكتوبر 2024 | 11.4%               | 10.9%               |
| 11    | 25 أكتوبر 2024 | 12.6%               | 12.5%               |
| 12    | 26 أكتوبر 2024 | 11.7%               | 11.5%               |
| 13    | 1 نوفمبر 2024  | 11.9%               | 12.0%               |
| 14    | 2 نوفمبر 2024  | 11.9%               | 11.3%               |
| متوسط | متوسط          | 10.8%               | 10.9%               |

## الإنتاج
تم إنتاجه من قبل شركة إنتاج المحتوى التابعة لـ SBS استوديو اس، وهو من تأليف جو يي-سو وإخراج بارك جين-بيو.

### تصوير
بدأ التصوير الرئيسي في أوائل عام 2024.

## روابط خارجية
- الموقع الرسمي
 باللغة الكورية
- قاضية من الجحيم على موقع IMDb (الإنجليزية)
- قاضية من الجحيم على موقع فيلمافينيتي (الإسبانية)
- قاضية من الجحيم على موقع قاعدة بيانات الفيلم (الإنجليزية)
- قاضية من الجحيم على هانسينما